# أسلام أباد تنغ سرخ (سررود الجنوبي)
أسلام أباد تنغ سرخ (بالفارسية: اسلام‌آباد تنگ سرخ) هي قرية تقع في إيران في قسم سررود الجنوبي الريفي. يقدر عدد سكانها بـ 47 نسمة .